# شهر دونگهوفانگ
شهر دونگهوفانگ (به لاتین: Donghoufang Township) یک شهرک در جمهوری خلق چین است که در شهرستان ووجی واقع شده‌است. شهر دونگهوفانگ ۴۳ متر بالاتر از سطح دریا واقع شده‌است.